# スポッツウッド・クラブ
『スポッツウッド・クラブ』（原題：Spotswood）は、1992年のオーストラリアの映画。別題:『ホワイト・プレジデント　敏腕経営コンサルタント』。
アンソニー・ホプキンス主演、冷徹な経営コンサルタントと靴工場で働く人々の交流を描いたヒューマンコメディ。

## ストーリー
オーストラリア、メルボルン郊外のスポッツウッドの町。
経営コンサルタントのウォレス（アンソニー・ホプキンス）は、モカシン工場の経営者ボール（アルウィン・カーツ）に、経営の立て直しを依頼される。
ウォレスが工場を視察すると、作業効率は著しく低く、従業員たちはおしゃべりばかりで、昼休憩が終わっても仕事に戻らないという惨状だった。
そんな中、野心家の若きセールス担当のキム（ラッセル・クロウ）は、ウォレスに自分の方が経営者に向いていると話を持ちかける。
資金が底をつくと、ボールはリストラを決断するが、ウォレスに対する批判が抗議デモに発展する。
自分の家族からも批判され、追い詰められたウォレスはある行動にでる。

## 登場人物
※括弧内は日本語吹替
- ウォレス（経営コンサルタント）：アンソニー・ホプキンス（小山武宏）
- ボール（ボール社の経営者）：アルウィン・カーツ（村松康雄）
- キム（ボール社のセールスマン）：ラッセル・クロウ
- ケアリー（ボール社の従業員）：ベン・メンデルソーン（成瀬誠）
- ウエンディ（ケアリーに想いを寄せる同僚）：トニ・コレット（泉久実子）
- シェリル（ボールの娘）：レベッカ・リグ
- ジェリー（ウォレスの同僚）：ジョン・ウォルトン（高宮俊介）

## 評価
批評家のロジャー・エバートは、4つ星満点中3つ星の評価を付けた。
映画批評サイトのRotten Tomatoesは、6件のレビューに基づき67%の指示を示し、評価の平均を6/10としている。

## その他
- 1992年1月にオーストラリアで"Spotswood"のタイトルで公開され、同年11月にアメリカで"The Efficiency Expert"（経営コンサルタントの意味）のタイトルで公開された[1]。
- 日本では劇場未公開で、2002年9月19日ポニーキャニオンよりDVDが販売された[7]。
- 2014年12月26日、『ホワイト・プレジデント 敏腕経営コンサルタント』（The Efficiency Expert）の題名で、シービーよりDVDが再発売されている[8]。